# Streptolabis hispoides
Streptolabis hispoides är en skalbaggsart som beskrevs av Bates 1867. Streptolabis hispoides ingår i släktet Streptolabis och familjen långhorningar. Inga underarter finns listade i Catalogue of Life.